# Theridion gabardi
Theridion gabardi är en spindelart som beskrevs av Simon 1895. Theridion gabardi ingår i släktet Theridion och familjen klotspindlar.
Artens utbredningsområde är Sri Lanka. Inga underarter finns listade i Catalogue of Life.